# Czarnocin
Czarnocin es un pueblo de Polonia, en Mazovia.  Se encuentra en el distrito (Gmina) de Radzanów, perteneciente al condado (Powiat) de Białobrzegi. Se encuentra aproximadamente a 3 km al suroeste de Radzanów, 16 km al suroeste de Białobrzegi, y a 77 km  al sur de Varsovia. Su población es de 297 habitantes.
Entre 1975 y 1998 perteneció al voivodato de Radom.